# Libia na Letnich Igrzyskach Paraolimpijskich 2012
Libię na Letnich Igrzyskach Paraolimpijskich 2012 reprezentowało 2 zawodników.
Dla reprezentacji Libii był to piąty start w igrzyskach paraolimpijskich (poprzednio w 1996, 2000, 2004 i 2008 roku). Dotychczas żaden zawodnik nie zdobył paraolimpijskiego medalu.

## Kadra

### Lekkoatletyka
Konkurencje techniczne
| Zawodnik      | Konkurencja            | Mark  | Points | Rank |
| ------------- | ---------------------- | ----- | ------ | ---- |
| Hamza Elhmali | Rzut maczugą F31/32/51 | 28.29 | 875    | 10.  |

### Podnoszenie ciężarów
Mężczyźni
| Zawodnik         | Konkurencja | Wynik | Poz. |
| ---------------- | ----------- | ----- | ---- |
| Abdelrazik Baaba | -82,5kg     |       |      |